# Разворотнева, Светлана Викторовна
Светлана Викторовна Разворотнева (родилась 25 марта 1968, Москва, РСФСР, СССР) — российский политический деятель, депутат Государственной Думы VIII созыва с 2021 года. Заместитель председателя Комитета по строительству и жилищно-коммунальному хозяйству. 

## Биография
Светлана Разворотнева родилась в 1968 году в Москве. В 1990 году она окончила факультет психологии МГУ, в 1992 году защитила диссертацию на тему «Психологические аспекты политического влияния: (Коммуникативные стратегии)». В 1992—1995 годах была сотрудником Института США и Канады Российской академии наук, позже работала в ряде коммерческих компаний. В 2003—2004 годах руководила пресс-службой Народной партии РФ. Заседала в Общественной палате РФ в 2010—2014 и 2017—2021 годах. В 2018 году была доверенным лицом Владимира Путина как кандидата в президенты.
В 2021 году Разворотнева выдвинула свою кандидатуру в депутаты Государственной думы. Баллотировалась по одному из округов Москвы, была включена в «Список Собянина» и победила, обойдя основного конкурента — Анастасию Удальцову из КПРФ, поддержанную «Умным голосованием». Проигрывая по числу голосов, отданных на избирательных участках, она оказалась первой после применения дистанционного электронного голосования. В парламенте Разворотнева стала заместителем председателя комитета по строительству и жилищно-коммунальному хозяйству.
Из-за вторжения России на Украину Разворотнева находится под санкциями Евросоюза, США, Великобритании и ряда других стран